# Ludwig Protzen von Schramm

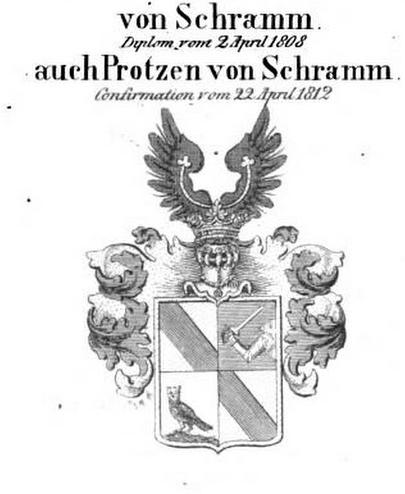
Wappen von Schramm und
Protzen von Schramm

Johann Ludwig Valentin Protzen, seit 1811 Protzen von Schramm (* 3. August 1777 in Usedom; † 25. Mai 1856 in Breslau) war ein preußischer Generalmajor.

## Leben

### Herkunft
Ludwig war der Sohn des Feldpredigers, Propstes und Superintendent in Pyritz Gottlieb Friedrich Valentin Protzen (1743–1796) und dessen Ehefrau Johanna Katharina Elisabeth, geborene Auerbach (1740–1795).

### Militärkarriere
Protzen erhielt seine Schulbildung auf dem Gymnasium in Stettin. Er trat am 26. Juni 1796 der Artillerie der Preußischen Armee bei und avancierte bis September 1806 zum Sekondeleutnant im 2. Artillerieregiment. Im Vierten Koalitionskrieg nahm er an der Verteidigung von Graudenz teil und hatte den Auftrag, 2000 Zentner Schießpulver aus der Festung Küstrin zu holen. Trotz Verfolgung durch die Franzosen gelang Protzen dieses Unternehmen und er erhielt dafür am 8. Dezember 1809 mit einem Handschreiben des Königs eine öffentliche Belobigung.
Am 21. Februar 1809 wurde er zur Reitenden Artillerie der Brandenburgischen Artillerie-Brigade versetzt. Während der Befreiungskriege kämpfte Protzen bei Großgörschen, erhielt für Bautzen das Eiserne Kreuz II. Klasse und für Kulm den Orden der Heiligen Anna III. Klasse. Außerdem nahm er an den Kämpfen bei Leipzig sowie Haynau teil und wurde für Mouty mit dem Orden des Heiligen Wladimir IV. Klasse mit Schleife ausgezeichnet. Am 1. Juni 1814 kam er zur Garde-Artillerie-Brigade, wo er bis Juli 1815 zum Kapitän aufstieg.
Nach dem Krieg wurde Protzen am 16. März 1816 zum Chef der 1. Reitenden Garde-Artilleriekompanie ernannt. Mit seiner Beförderung zum Major übernahm er am 21. Oktober 1824 die 3. Abteilung der Garde-Artillerie-Brigade. Am 24. Januar 1832 beauftragte man ihn mit der Führung der 6. Artillerie-Brigade und ernannte Protzen am 30. März 1834 zum Brigadier. In dieser Stellung wurde er am 30. März 1837 zum Oberstleutnant sowie am 30. März 1839 zum Oberst befördert. Protzen nahm am 28. Januar 1844 seinen Abschied mit Pension unter Verleihung des Charakters als Generalmajor sowie des Roten Adlerordens II. Klasse mit Eichenlaub. Er starb am 25. Mai 1856 in Breslau.

### Familie
Nach dem Krieg heiratete Protzen am 3. August 1807 in Graudenz Wilhelmine Siebmann (1778–1863). Sie war die Nichte des Generals von Schramm und brachte einen Sohn aus der Beziehung mit dem Leutnant von Natzmer in die Ehe ein, den Protzen später adoptierte. Zudem wurde er selbst am 18. November 1811 vom General von Schramm adoptiert und unter dem Namen Protzen von Schramm in den preußischen Adelsstand erhoben.
Aus der Ehe gingen mehrere Kinder hervor:
- Karl Ludwig Friedrich Valentin (1810–1837), preußischer Sekondeleutnant der 5. Artillerie-Brigade ⚭ 1836 Virginie Elmire Johanne Luise Antonie von Ledebur (1811–1873). Sie verheiratete sich nach seinem Tod am 4. Dezember 1850 mit dem Intendanturrat Siebrandt († 1857)[1]
- Ernst Rudolf Valentin (1818–1889), preußischer Oberstleutnant im 1. Kürassier-Regiment ⚭ Mathilde Anna Wolfs (* 1830)